# Xisto Bahia
Pour les articles homonymes, voir Bahia (homonymie).
Xisto de Paula Bahia (Salvador, 6 août 1841 - Caxambu, 30 octobre 1894) était un acteur, chanteur et compositeur brésilien. Xisto a également été le compositeur de la première chanson enregistrée au Brésil : le lundu Isto É Bom.

## Biographie
Il est né dans la capitale de Bahia, dans le fort de Santo Antônio Além do Carmo, où son père était administrateur, le 6 août (ou peut-être le 5 septembre) 1841.
Dès son plus jeune âge, il a montré une propension artistique, jouant dans des pièces de théâtre et chantant dans des chorales, puis est devenu chanteur, compositeur, violoniste, guitariste et dramaturge.
A dix-sept ans, il chante des modinhas et des lundus, joue de la guitare et compose Iaiá, você quer morrer?.
En 1861, en tournée en tant qu'acteur dans le nord et le nord-est du pays, il joue et chante ses propres chulas et lundus. Il n'a jamais étudié la musique, c'était un musicien intuitif et autodidacte.
Considéré par l'écrivain Artur Azevedo comme « l'acteur le plus national que nous ayons eu », Xisto a écrit et joué des comédies, dont  Duas páginas de um livro et, en tant qu'acteur, Uma vespera de reis, d'Artur Azevedo.
En 1880, à Rio de Janeiro, il reçoit les applaudissements de Pierre II, pour sa performance dans Os perigos do coronel. Il a aussi travaillé à São Paulo et dans le Minas Gerais, toujours avec succès.
En 1891, il s'installe à Rio de Janeiro et, abandonnant sa carrière artistique pendant un an, il est commis au pénitencier de Niterói.
Il était marié à l'actrice portugaise Maria Vitorina de Lacerda Bahia, avec qui il eut quatre enfants.  
Les chansons composées A mulata et A negra mina ont été réenregistrées par l'Orquestra de Câmara Paulista sur le CD Sarau Brésil, à partir de 2006.  

## Compositions
- Ainda e sempre, la modinha .

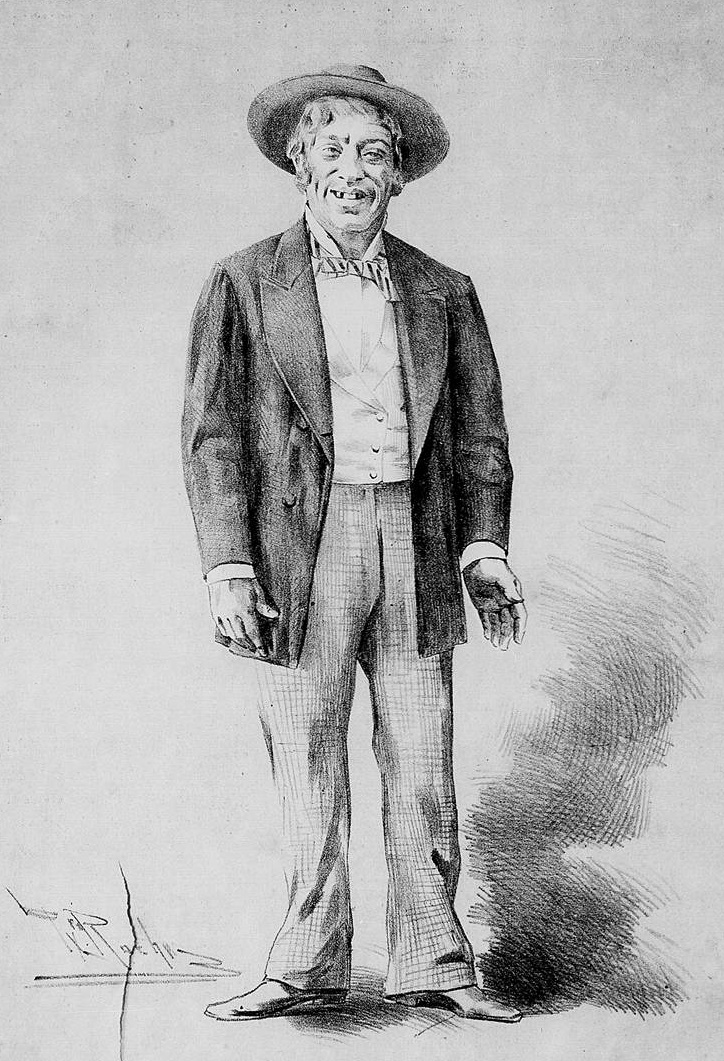
L'acteur Xisto Bahia (Teixeira da Rocha, Vida Fluminense, 02/08/1890)

- A mulata, lundu avec Melo de Morais Filho.
- O camaleão, lundu.
- O pescador, lundu avec Artur Azevedo .
- Preta mine, recueil de chansons attribué uniquement à Ernesto de Souza.
- Tirana, modinha
- Yayá, você quer morrer? lundu